# Strobilanthes heliophila
Strobilanthes heliophila är en akantusväxtart som beskrevs av John Richard Ironside Wood. Strobilanthes heliophila ingår i släktet Strobilanthes och familjen akantusväxter. Inga underarter finns listade i Catalogue of Life.